# Quermanxá (província)
Quermanxá (em persa: کرمانشاه; romaniz.: Kermānshāh) é uma província do Irã sediada em Quermanxá. Tem 25 009 quilômetros quadrados e segundo censo de 2019, havia 1 989 000 residentes. Se divide em 14 condados.